# A la deriva (pel·lícula de 2006)
A la deriva (títol original: Open Water 2: Adrift) és una pel·lícula alemanya dirigida per Hans Horn, estrenada l'any 2006. Ha estat doblada al català.

## Argument
Una banda d'antics companys, entre els quals la mare d'un petit nadó, són en un vaixell de luxe al mig de l'oceà. Tot va bé fins que tenen la idea de tirar-se a l'aigua: han oblidat de baixar l'escala per tornar a pujar..
El vaixell té una casc llis d'aproximadament 2 m sobre la superfície de l'aigua. El nadó és sol al vaixell, els adults tracten de pujar.

## Repartiment
- Susan May Pratt : Amy
- Richard Speight Jr.: James
- Niklaus Lange: Zach
- Ali Hillis: Lauren
- Eric Dane: Dan
- Cameron Richardson: Michelle
- Wolfgang Raach: El pare d'Amy
- Alexandra Raach: Amy, nen

## Al voltant de la pel·lícula
- El rodatge va tenir lloc a Malta.
- El film és continuació d'Open Water; aquests dos films es basen en accidents que poden produir-se.[3]
- Crítica: "Té algun moment de encomiable intensitat (...) ritme endurit i una resolució descontrolada. (...) Puntuació: ★★ (sobre 5)."[4]